# Karin Torius
Karin Birgitta Torius, även känd som Karin Lindeås, född 29 oktober 1924 i Strängnäs, död 13 juni 2020 i Lund, var en svensk barn- och ungdomspsykiater.
Torius, som var dotter till läroverksadjunkt Josef Torius och Kerstin Hansson, avlade studentexamen i Strängnäs 1943, blev medicine kandidat vid Lunds universitet 1946 och medicine licentiat där 1952. Hon innehade olika läkarförordnanden 1948–1952, var andre underläkare vid medicinska avdelningen på Luleå lasarett 1952–1954, underläkare vid barnavdelningen på Bodens garnisonssjukhus 1954–1956, andre underläkare vid medicinska avdelningen på Karlskoga lasarett 1957, underläkare vid Örebro läns psykiska barna- och ungdomsvård 1958–1960, underläkare vid medicinska kliniken på Jönköpings lasarett 1960–1961, vid barn- och ungdomspsykiatriska kliniken där 1962–1963 och biträdande överläkare vid barn- och ungdomspsykiatriska kliniken i Lund från 1964.